# Holding Out for a Hero
«Holding Out for a Hero» —en español: «Esperando a un héroe»— es una canción grabada por la cantante galesa Bonnie Tyler para la banda sonora de la película de 1984 Footloose, y más tarde apareció en su álbum de estudio Secret Dreams and Forbidden Fire (1986). La canción fue escrita por Jim Steinman y Dean Pitchford. Inicialmente, la canción apenas alcanzó el Top 100 en la lista de sencillos del Reino Unido, pero llegó al número 2 el año siguiente, y volvió a entrar en las listas nuevamente en 1991 llegando al número 69. La canción alcanzó el número 1 en la lista de sencillos de Irlanda el 28 de septiembre de 1985.

## Grabación
Jim Steinman había sido contratado para trabajar en la banda sonora de Footloose, para el que escribió «Holding Out for a Hero» con Dean Pitchford. Steinman sugirió el nombre de Tyler cuando fue abordado sobre la búsqueda de un cantante para grabar la canción. Tyler grabó la canción en los estudios de Paramount.

## Vídeo musical
Producido por Jeffrey Abelson, dirigida por Doug Dowdle, concepto por Keith Williams, fue el segundo vídeo musical, que promovió con éxito una película mientras no tenía imágenes de la película en el vídeo.
Al comienzo del vídeo musical, Bonnie Tyler se escapa de una casa en llamas; el vídeo se establece principalmente en las proximidades de la casa en llamas y en el borde del Gran Cañón - intercalados con disparos de angelicales coristas vestidas de blanco. Vaqueros mal vestidos de negro, portando látigos de neón con los que amenazan a Tyler; un héroe vaquero vestido de blanco, blandiendo un revólver, aparece a caballo y los vaqueros malvados huyen a caballo, con el héroe en su persecución. A medida que la canción se desvanece, el vaquero héroe aparece delante de Bonnie Tyler.

## Interpretaciones en vivo
Dos actuaciones en directo de «Holding Out for a Hero»  han sido puestos en sus álbumes en vivo Bonnie Tyler Live' (2007) y Live in Germany 1993 (2011). 

## En la cultura popular
Desde el lanzamiento original en 1984, Tyler ha vuelto a grabar la canción tres veces. Dos versiones fueron lanzadas bajo Stick music, en su álbum Simply Believe (2004) y EP Bonnie Tyler (2005). Grabó la canción de nuevo en 2011 en un EP titulado "Total Eclipse of the Heart", publicado por Cleopatra Records. La canción se incluye como una pista practicable en Just Dance 2015.
Elizabeth Daily grabó la canción como tema musical de la serie de la serie de televisión Cover Up.
La canción fue usada por primera vez en una película en 1988, para la película cortocircuito II
En 2004, Jennifer Saunders grabó la canción para la película de 2004 Shrek 2. También apareció en la banda sonora de la película. Frou Frou también grabó la canción en versión Trip hop para Shrek 2. Aparece durante los créditos de la película y la banda sonora. Simone Brook grabó la versión en Español de América para el doblaje de la película, y Silvia Guillem para el doblaje Español de España.
En ese mismo año, Joss Stone Joss Stone grabó la canción como un tema extra de su álbum de 2004 Mind Body & Soul
Ella Mae Bowen grabó una versión de la canción en la versión de Footloose en 2011. También apareció en la banda sonora.
Becca Tobin y Melissa Benoist interpretaron la canción en el episodio «Dynamic Duets» de la serie Glee, y fue lanzado como sencillo.
La banda alemana, Van Canto, lanzó una versión de la canción en su álbum de estudio de 2014 "Dawn of the Brave".
En el videojuego Saints Row: The Third de 2011, aparece la canción en la radio de los vehículos y también se escucha obligatoriamente durante una importante misión donde tienes que elegir entre eliminar a Killbane o salvar a Shaundi.
En 2019, la canción se usó en Angry Birds 2: la película cuando los pájaros pelean con los cerdos a través de las islas.
En 2023, la canción se usó en Super Mario Bros.: La película en el entrenamiento de Mario.
Ese mismo año, la canción apareció en la película de Tetris como parte del Clímax en el que Henk Rogers junto con Minoru Arakawa y Howard Lincoln de Nintendo de América huyen de la policía soviética para llegar al Aeropuerto Internacional de Moscú con los derechos de Tetris en un auto conducido por Alekséi Pázhitnov. La canción fue cantada en japonés por el artista ReN.
Igualmente en ese mismo año, la canción apareció brevemente en ¡Shazam! La furia de los dioses mientras el automóvil de una joven empieza a caer de un puente mientras la canción sonaba en su radio, cuando Capitan Marvel la rescata, le comenta "¡No puede ser, silencio! ¿Acabo de salvarte mientras escuchabas esta canción?".

## Lista de canciones y formatos
1984 Disco de vinilo
1. «Holding Out for a Hero» – 4:22
2. «Faster Than the Speed of Night» – 4:40
3. «Holding Out for a Hero» (Remix extendido) – 6:19
4. «Holding Out for a Hero» (Instrumental) – 5:15
5. «Faster Than the Speed of Night» – 4:40

1991 sencillo en CD
1. «Holding Out for a Hero» – 4:41
2. «Faster Than the Speed of Night» – 4:40
3. «Total Eclipse of the Heart» – 6:49

## Posicionamiento en las listas y certificaciones

### Listas semanales
| País (1984)                                     | Mejor posición |
| ----------------------------------------------- | -------------- |
| Estados Unidos (Billboard Hot 100)              | 34             |
| Canadá (RPM)                                    | 19             |
| Alemania (Media Control AG)                     | 19             |
| Austria (Ö3 Austria Top 40)                     | 19             |
| Australia (ARIA)                                | 44             |
| Nueva Zelanda (Recorded Music NZ)               | 33             |
| Italia (FIMI)                                   | 30             |
| Suecia (Sverigetopplistan)                      | 19             |
| Reino Unido sencillos (Official Charts Company) | 96             |

| País (1985)                    | Mejor posición |
| ------------------------------ | -------------- |
| Reino Unido (UK Singles Chart) | 2              |
| Irlanda (IRMA)                 | 1              |

| País (1991)                    | Mejor posición |
| ------------------------------ | -------------- |
| Reino Unido (UK Singles Chart) | 69             |

## Certificaciones
| País        | Organismo Certificador | Certificación | Ventas certificadas | Ref.   |
| ----------- | ---------------------- | ------------- | ------------------- | ------ |
| Alemania    | BVMI                   | Oro           | 45 000              | [ 14 ] |
| Dinamarca   | IFPI Dinamarca         | Oro           | 250 000             | [ 15 ] |
| España      | PROMUSICAE             | Oro           | 300 000             | [ 16 ] |
| Italia      | FIMI                   | Oro           | 50 000              | [ 17 ] |
| Reino Unido | BPI                    | Platino       | 600 000             | [ 18 ] |